# Restrictions de transit vers l'oblast de Kaliningrad

Oblast de Kaliningrad (vert foncé) et Russie (vert clair) en Europe.

Les restrictions de transit vers l'oblast de Kaliningrad par voie terrestre sont une série de restrictions sur le transit par la Lituanie entre l'exclave russe de l'oblast de Kaliningrad et la Russie continentale qui ont été mises en place lors de l'invasion russe de l'Ukraine en 2022. Les restrictions ne s'appliquent qu'aux marchandises sanctionnées et ont commencé le 18 juin 2022. Elles sont levées un mois plus tard, le 23 juillet.

## Contexte
La Russie et la Lituanie ont négocié le régime de transit simplifié vers Kaliningrad à la fin des années 1990. Initialement, la Russie a fait pression pour disposer d'un couloir militaire, mais la Lituanie a refusé car cela violerait la souveraineté du pays. L'accord a été signé et le mécanisme de transit simplifié a commencé à fonctionner le 1er juillet 2003, la Lituanie réglementant pleinement les règles du transit. Lorsque la Lituanie a rejoint l'UE en 2004, elle a également adhéré à la politique commune de sanctions économiques.

## Chronologie

### Juin 2022
La restriction a été introduite le 18 juin 2022, comme une sanction à la suite de l'invasion à grande échelle de l'Ukraine par les troupes russes. Entre autres choses, le transit du charbon, des métaux, du ciment, du bois, des matériaux de construction et des produits de haute technologie par le transport ferroviaire a cessé. Le gouverneur de l'oblast de Kaliningrad, Anton Alikhanov, a déclaré que l'interdiction concernait 40 à 50 % des marchandises transportées entre la région et le reste de la Russie. Le 21 juin, la Lituanie a également étendu les restrictions sur les véhicules de transport routier de marchandises.
En réponse, la délégation russe a commencé à menacer ouvertement la Lituanie,. Andreï Arkadievitch Klimov (ru), le chef de la commission temporaire du Conseil de la fédération pour la protection de la souveraineté, a déclaré : « Si l'UE ne corrige pas la situation avec le blocus, elle libérera les mains de la Russie pour résoudre ce problème par tous les moyens ».
La Russie a exprimé une protestation officielle à la Lituanie.
Le 22 juin, les États-Unis ont rappelé que l'engagement de l'OTAN pour défendre la Lituanie est « à toute épreuve ».
Les représentants de la Lituanie ont déclaré qu'ils étaient prêts à ce que la Russie la déconnecte du système énergétique régional. Le 24 juin, le président lituanien Gitanas Nausėda a déclaré : « La fédération de Russie n'oserait pas attaquer un pays membre de l'OTAN ».
Le 29 juin, le chef du comité du Conseil de la fédération de Russie sur les affaires internationales, Vladimir Dzhabarov (en), a suggéré encore que la Russie pourrait utiliser les forces militaires contre la Lituanie.
Par la suite, les représentants de l'Allemagne ont déclaré qu'ils appelaient la Lituanie à rechercher un compromis afin de « ne pas provoquer la Russie ». Selon eux, si l'itinéraire habituel des marchandises de la fédération de Russie à Kaliningrad via la Lituanie n'est pas rétabli, Moscou pourrait recourir à la force militaire.

### Juillet 2022
Le 11 juillet, la Lituanie a étendu les restrictions sur le transit des marchandises, entamant l'introduction progressive des sanctions annoncées par l'UE. La liste comprend le béton, le bois, l'alcool et les produits chimiques industriels à base d'alcool.
Le 13 juillet, la Commission européenne a publié une explication pour les États membres concernant le transit de marchandises de la Russie à Kaliningrad, confirmant la légalité des actions de la Lituanie,. Le ministère des Affaires étrangères de Lituanie (en) a déclaré « qu'il suivait ces recommandations et qu'il vérifierait toutes les marchandises autant que possible afin d'empêcher la fédération de Russie de violer les termes des sanctions »,.
Le 23 juillet, la Lituanie a supprimé les restrictions de transit ferroviaire pour Kaliningrad après que l'UE a révisé ses recommandations de sanctions qui ne s'appliquent qu'au transit routier et non au rail.